# 和歌山線
和歌山線（日语：／ Wakayama sen */?）是一條連結日本奈良縣北葛城郡王寺町的王寺站與和歌山縣和歌山市和歌山站，屬於西日本旅客鐵道（JR西日本）的鐵路線（地方交通線）。

## 概要
和歌山線在奈良縣內沿金剛山地，經過西南部的香芝市、大和高田市、葛城市、御所市、五條市，五條車站到和歌山車站之間沿紀之川，經過和歌山縣的橋本市、葛城町、紀之川市、岩出市、和歌山市。目前在王寺車站到高田車站的區間有眾多經由關西本線開往大阪方面的直通列車，而高田車站到和歌山車站的區間則只實施線內的地方運輸。
由於和歌山縣內人口集中在紀之川流域，岩出車站到橋本車站等區間其乘客仍在增加。原則上為2輛編成或4輛編成運行。
全線都位於旅客營業規則規定的大都市近郊區間中的「大阪近郊區間」。其中奈良縣一側的王寺車站到高田車站區間是IC儲值車票「ICOCA」的近畿圈地域。
王寺車站－五條車站段由近畿統括本部大阪支社王寺鐵道部管轄（但王寺車站由近畿統括本部直轄），五條車站（不含構內）－和歌山車站段由和歌山支社直轄。

### 路線資料
- 管轄（事業類別）：西日本旅客鐵道（第一種鐵道事業者）
- 路線距離（營業距離）：87.5公里
- 軌距：1067毫米
- 站數：36個（包括起終點站）
  - 若只限屬於和歌山線的車站，排除屬於關西本線的王寺站和屬於紀勢本線的和歌山站[3]則為34個。
- 複線路段：沒有（全線單線）
- 電氣化路段：全線電氣化（直流電1500V）
- 閉塞方式：自動閉塞式（特殊）
- 運轉指令所（日语：運転指令所）：
  - 王寺站－五條站：大阪綜合指令所（日语：大阪総合指令所）
  - 五條站－和歌山站：天王寺指令所（日语：天王寺指令所）
- 最高速度：85公里/小時

## 沿線概況

### 王寺車站 － 五条車站區間
在王寺車站，由關西本線（大和路線）出發的直通列車多自1號月台，王寺車站始發的列車自4・5號月台的和歌山線月台發車。出站後渡過葛下川與國道168號平行南下。

### 五條車站 － 和歌山車站區間
從五條車站開始往和歌山市方向朝西行進。1984年，五条車站 - 和歌山車站區間實現電氣化。由於國鐵末期財政困難，該區間並非使用通常的電化方式，而是使用費用較低的直接吊架式。另外，這一區間的日根野電車區新在家派出所- 和歌山車站區間和紀之川橋梁區間使用的是通常電化方式。

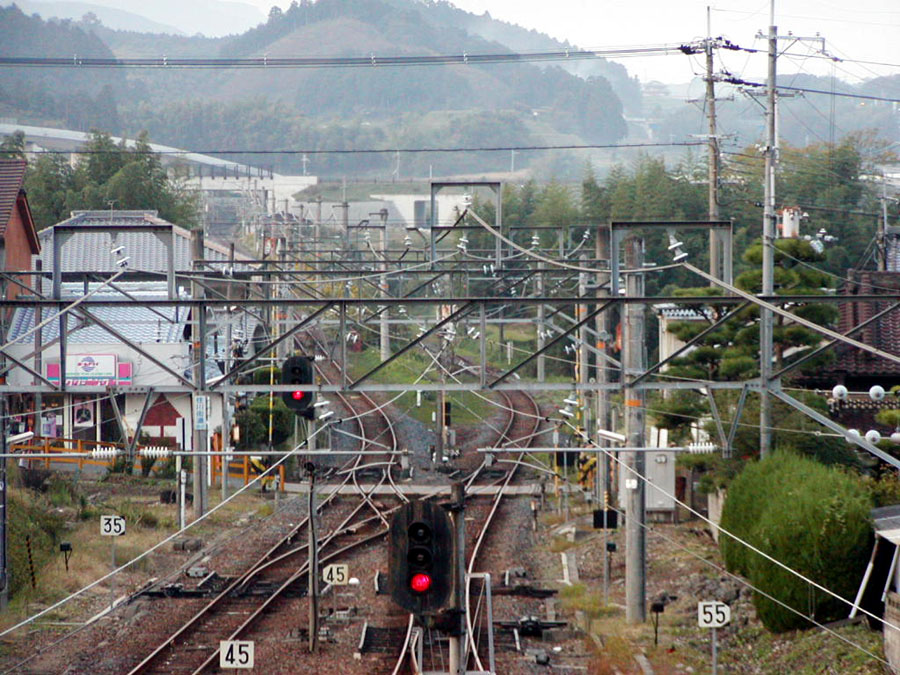
折返式路線存在時的北宇智站（2005年）
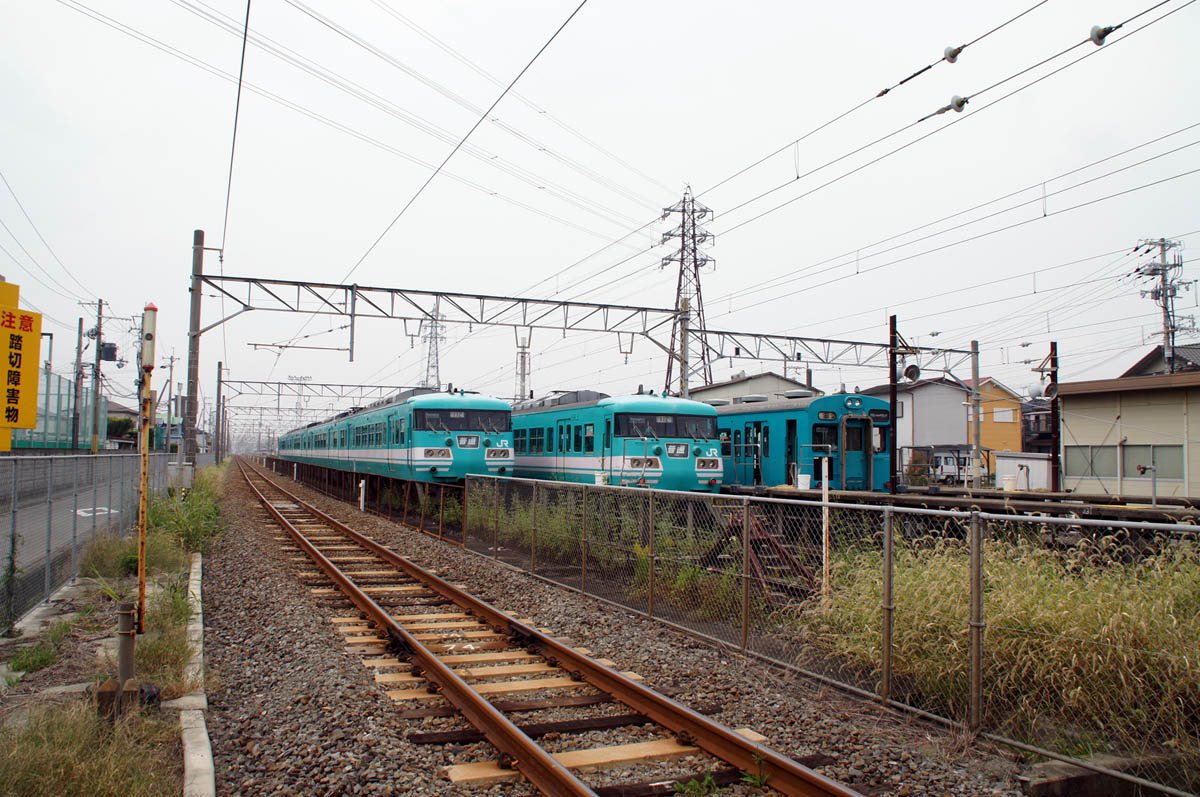
相對和歌山線直接吊架式、新在家派出所構内為簡單懸鏈線方式。

## 運行形態

### 王寺車站 － 高田車站區間
這一區間由於沿線多開發為住宅地，加上與近鐵大阪線的競爭，在過去除了部分列車之外，多為105系2輛編成的單人控制列車。現在則多為奈良電車區所属的221系運行。和其他通勤路線一樣，早晨前往王寺方向，傍晚前往高田方向的乘客較多。而時刻表也是據此而定。除高峰時間段，多為一小時運行2 – 3班（約20 - 30分間隔）列車。

### 高田車站 － 和歌山車站區間
早晨高峰時雖有部分列車在和歌山車站 - 王寺車站之間運行，但基本上多是從五条車站開往高田方向，和歌山方向的列車。也有從五條出發的快速列車。前往JR難波的221系4輛或6輛列車毎日2班，前往和歌山方向的105系4輛編成僅週一到週五運行2班。前往和歌山的列車在粉河車站其後部的2節車廂與前面的車廂分離。被分開的列車以普通列車的形態運行。另外，王寺車站 - 和歌山車站區間沒有快速列車運行。

### 臨時列車
毎年從除夕到元旦實施徹夜運行，從王寺車站 - 高田車站區間每小時有一班列車運行，所以列車直通運行到櫻井線。
除此之外，當沿線舉行煙花大會等活動時也有臨時列車開行。在五條市舉辦吉野川花火大会時會在五条車站→高田車站之間，橋本市舉辦紀之川祭時在和歌山車站 - 橋本車站之間運行。特別是在紀之川祭時，平時不在和歌山線上定期運行的113系也開行至和歌山車站 - 橋本車站區間。
過去曾在大阪車站－吉野口車站之間面向前往吉野山的觀光客開行快速「吉野快車號」。

## 女性專用車
王寺車站 - 高田車站區間每日從首班車到末班車， 103系及201系6車輛編成的3号車被設定為女性專用車。和歌山線從2004年10月18日開始導入女性専用車，當時設為首班車到9時00分和17時00分到21時00分。2011年4月18日開始每日的首班車到末班車均設有女性専用車。

## 使用車輛

### 現在的使用車輛
均為電聯車。
- 227系：和歌山線的主力列車，最大四輛編成運行
- 221系：在王寺車站 - 五条車站之間運行。

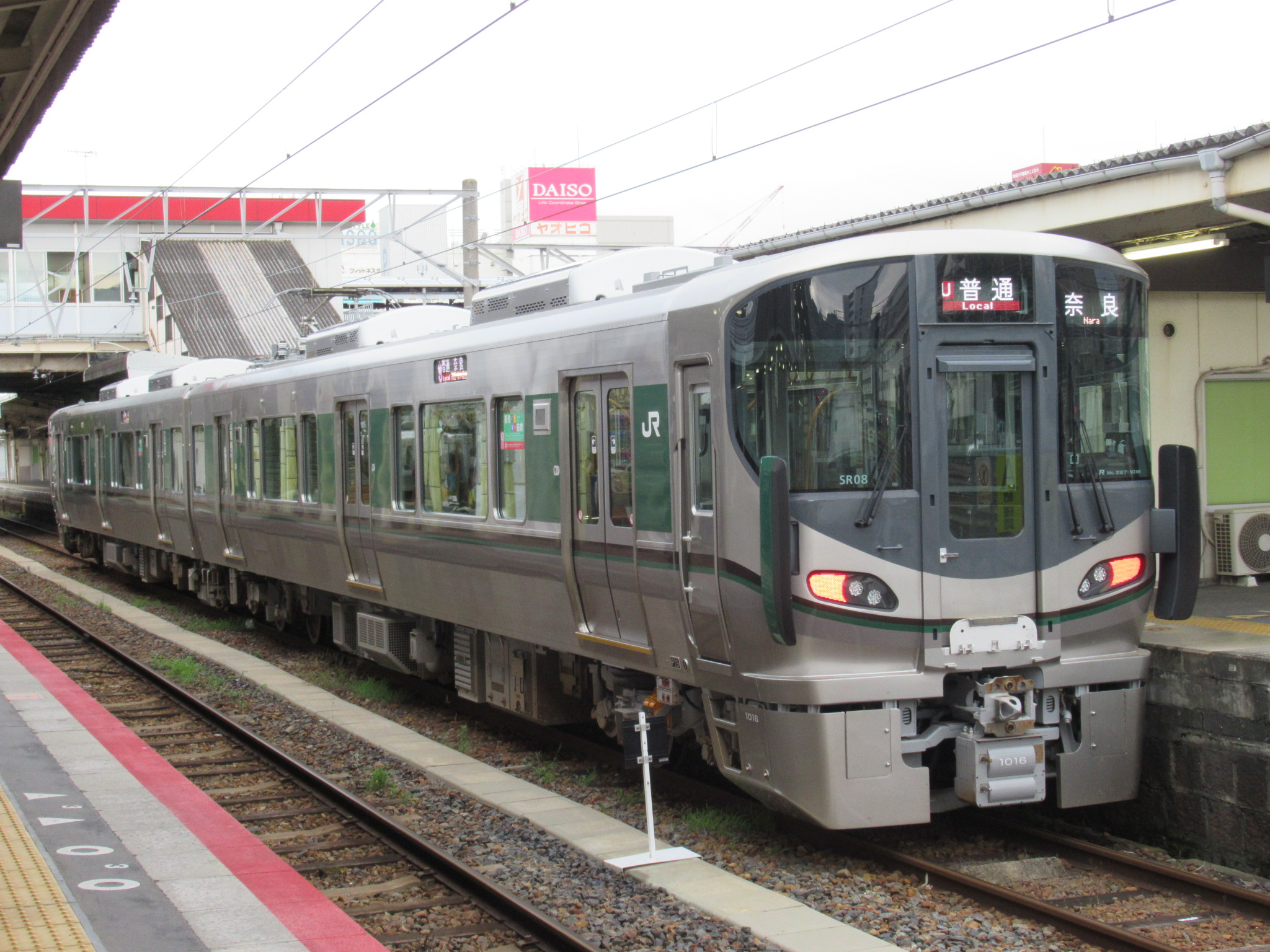
227系1000番台

### 過去的使用車輛
- 103系：只在王寺車站 - 高田車站之間運行。
- 105系：和歌山線的主力列車，最大4輛編成運行。2019年9月尾停止定期使用。
- 113系： 2002年3月23日停止定期使用[8]。
- 117系：2019年3月16日停止定期使用[9]。
- 201系：在王寺車站 - 高田車站之間運行。2022年3月停止定期使用。

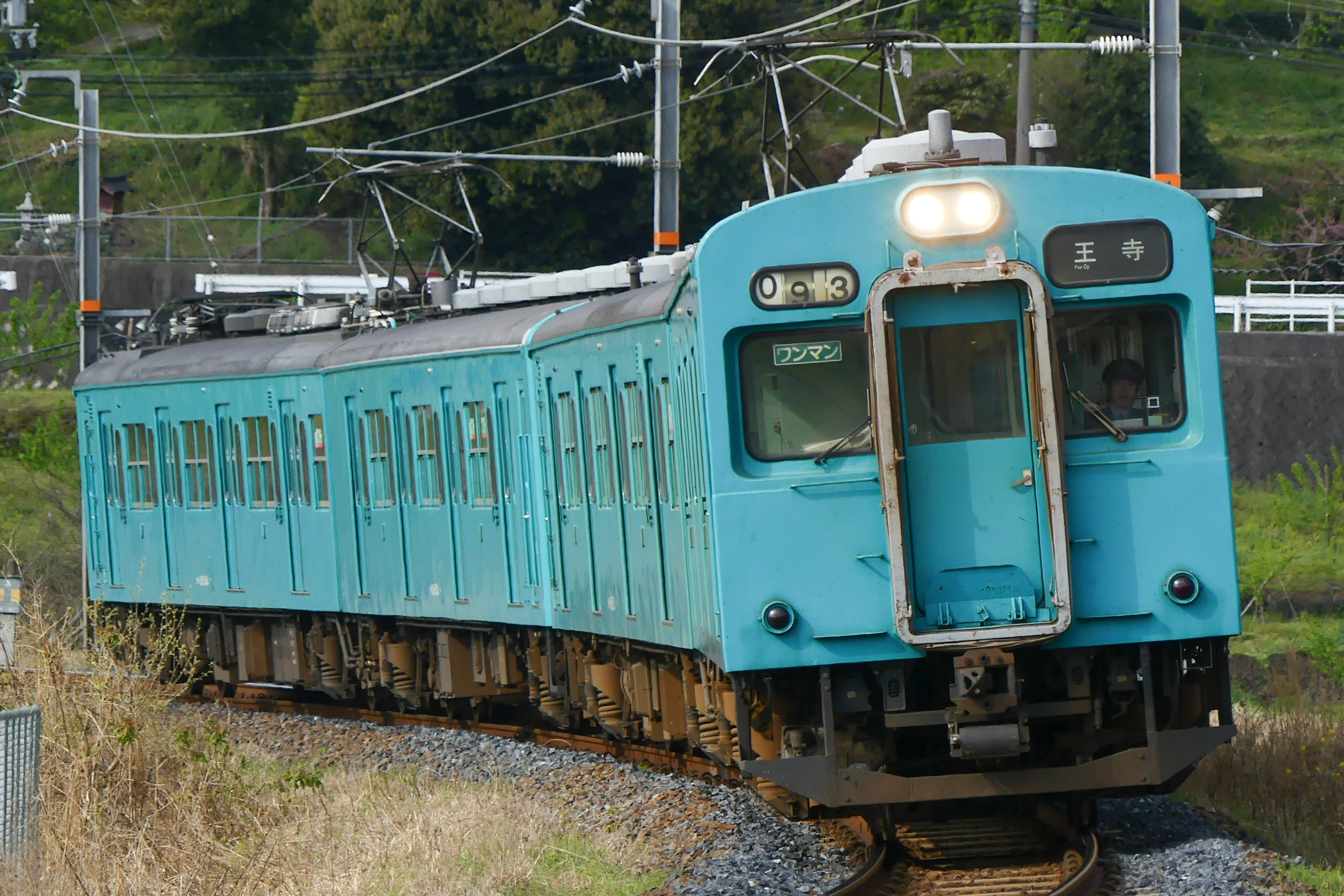
105系
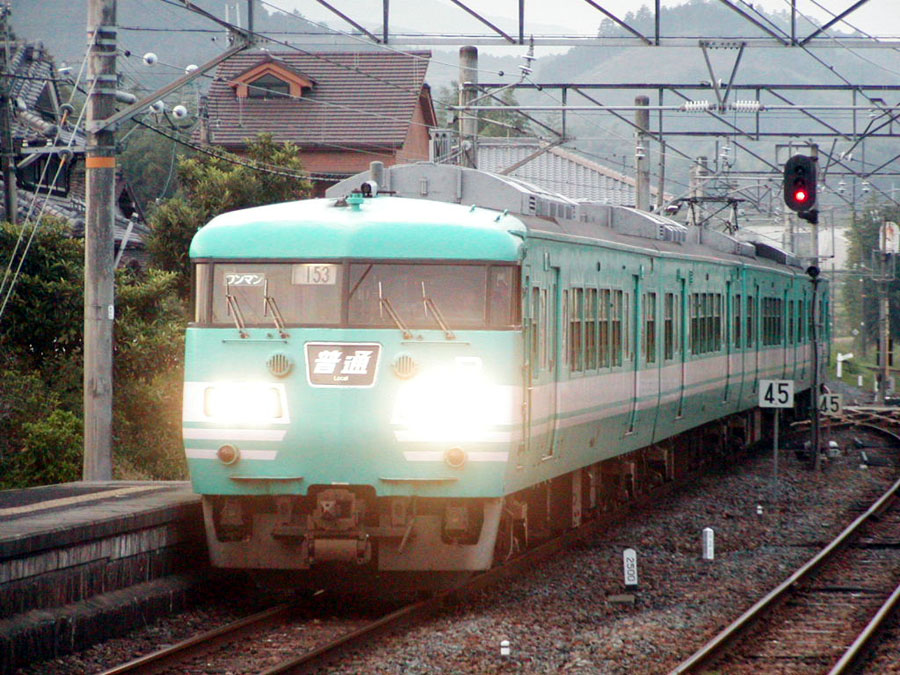
117系
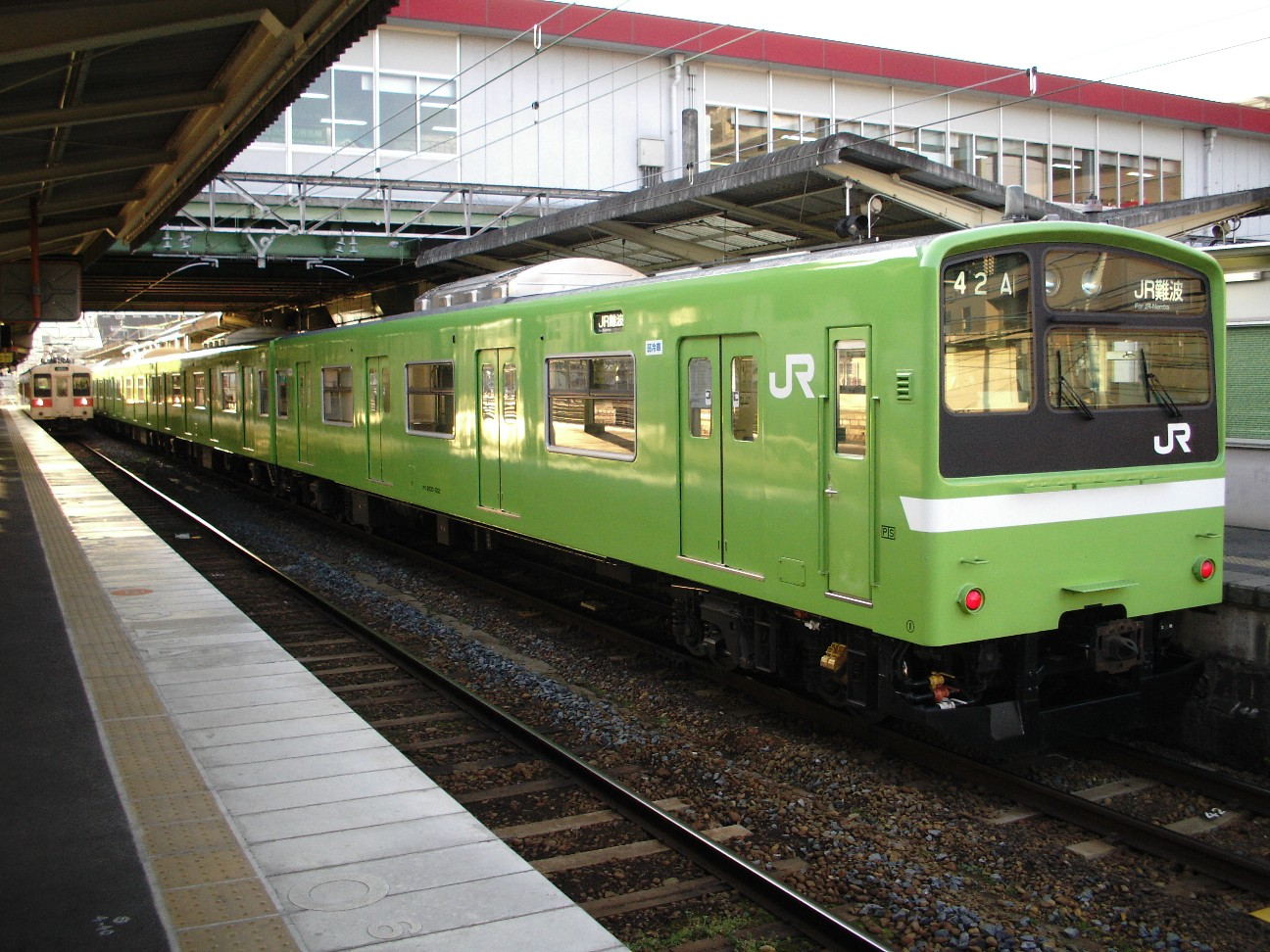
201系

#### 電化前
- 內燃動車組
  - Kiha35系：普通列車。
  - Kiha58系：以急行「白濱」和「紀之川」的名稱運行。
- 客車
  - 50系：普通列車。到全線電氣化為主在王寺車站 - 和歌山市車站之間往返運行。

## 車站列表
- 停靠站
  - 普通…停靠所有車站
  - 快速…●的車站停靠，｜的車站通過
    - 快速當中，左列包括大阪站起的大和路快速、區間快速
    - 和歌山開的快速自五條站起作為普通運行
- 軌道（全線單線） … ◇、∨、∧：可進行列車交會，｜：不可列車交會

| 中文站名 | 日文站名 | 英文站名 | 站間營業距離 | 累計營業距離 | 快速 | 快速 | 接續路線                                                                                    | 軌道 | 所在地   | 所在地          |
| -------- | -------- | -------- | ------------ | ------------ | ---- | ---- | ------------------------------------------------------------------------------------------- | ---- | -------- | --------------- |
| 王寺     |          |          | -            | 0.0          | ●    |      | 西日本旅客鐵道： 關西本線（大和路線） 近畿日本鐵道： 生駒線 近畿日本鐵道： 田原本線 …新王寺 | ∨    | 奈良縣   | 北葛城郡 王寺町 |
| 畠田     |          |          | 2.6          | 2.6          | ●    |      |                                                                                             | ｜   | 奈良縣   | 北葛城郡 王寺町 |
| 志都美   |          |          | 1.9          | 4.5          | ●    |      |                                                                                             | ◇    | 奈良縣   | 香芝市          |
| 香芝     |          |          | 2.1          | 6.6          | ●    |      | 近畿日本鐵道： 大阪線 …近鐵下田                                                             | ◇    | 奈良縣   | 香芝市          |
| JR五位堂 |          |          | 2.1          | 8.7          | ●    |      |                                                                                             | ◇    | 奈良縣   | 香芝市          |
| 高田     |          |          | 2.8          | 11.5         | ●    |      | 西日本旅客鐵道： 櫻井線（萬葉Mahoroba線） 近畿日本鐵道： 大阪線 …大和高田                   | ◇    | 奈良縣   | 大和高田市      |
| 大和新   |          |          | 3.4          | 14.9         | ●    |      |                                                                                             | ｜   | 奈良縣   | 葛城市          |
| 御所     |          |          | 2.7          | 17.6         | ●    |      | 近畿日本鐵道： 御所線 …近鐵御所                                                             | ◇    | 奈良縣   | 御所市          |
| 玉手     |          |          | 1.8          | 19.4         | ●    |      |                                                                                             | ｜   | 奈良縣   | 御所市          |
| 掖上     |          |          | 1.5          | 20.9         | ●    |      |                                                                                             | ◇    | 奈良縣   | 御所市          |
| 吉野口   |          |          | 4.0          | 24.9         | ●    |      | 近畿日本鐵道： 吉野線                                                                       | ◇    | 奈良縣   | 御所市          |
| 北宇智   |          |          | 6.6          | 31.5         | ●    |      |                                                                                             | ｜   | 奈良縣   | 五條市          |
| 五條     |          |          | 3.9          | 35.4         | ●    | ●    |                                                                                             | ◇    | 奈良縣   | 五條市          |
| 大和二見 |          |          | 1.7          | 37.1         |      | ●    |                                                                                             | ｜   | 奈良縣   | 五條市          |
| 隅田     |          |          | 4.0          | 41.1         |      | ●    |                                                                                             | ◇    | 和歌山縣 | 橋本市          |
| 下兵庫   |          |          | 2.1          | 43.2         |      | ●    |                                                                                             | ｜   | 和歌山縣 | 橋本市          |
| 橋本     |          |          | 1.9          | 45.1         |      | ●    | 南海電氣鐵道： 高野線                                                                       | ◇    | 和歌山縣 | 橋本市          |
| 紀伊山田 |          |          | 2.9          | 48.0         |      | ●    |                                                                                             | ｜   | 和歌山縣 | 橋本市          |
| 高野口   |          |          | 2.6          | 50.6         |      | ●    |                                                                                             | ◇    | 和歌山縣 | 橋本市          |
| 中飯降   |          |          | 2.4          | 53.0         |      | ●    |                                                                                             | ｜   | 和歌山縣 | 伊都郡 葛城町   |
| 妙寺     |          |          | 1.6          | 54.6         |      | ●    |                                                                                             | ◇    | 和歌山縣 | 伊都郡 葛城町   |
| 大谷     |          |          | 2.1          | 56.7         |      | ●    |                                                                                             | ｜   | 和歌山縣 | 伊都郡 葛城町   |
| 笠田     |          |          | 1.5          | 58.2         |      | ●    |                                                                                             | ◇    | 和歌山縣 | 伊都郡 葛城町   |
| 西笠田   |          |          | 3.1          | 61.3         |      | ●    |                                                                                             | ｜   | 和歌山縣 | 伊都郡 葛城町   |
| 名手     |          |          | 1.9          | 63.2         |      | ●    |                                                                                             | ◇    | 和歌山縣 | 紀之川市        |
| 粉河     |          |          | 2.8          | 66.0         |      | ●    |                                                                                             | ◇    | 和歌山縣 | 紀之川市        |
| 紀伊長田 |          |          | 1.2          | 67.2         |      | ｜   |                                                                                             | ｜   | 和歌山縣 | 紀之川市        |
| 打田     |          |          | 2.6          | 69.8         |      | ●    |                                                                                             | ◇    | 和歌山縣 | 紀之川市        |
| 下井阪   |          |          | 2.2          | 72.0         |      | ｜   |                                                                                             | ｜   | 和歌山縣 | 紀之川市        |
| 岩出     |          |          | 2.2          | 74.2         |      | ●    |                                                                                             | ◇    | 和歌山縣 | 岩出市          |
| 船戶     |          |          | 1.1          | 75.3         |      | ｜   |                                                                                             | ◇    | 和歌山縣 | 岩出市          |
| 紀伊小倉 |          |          | 2.3          | 77.6         |      | ｜   |                                                                                             | ｜   | 和歌山縣 | 和歌山市        |
| 布施屋   |          |          | 2.3          | 79.9         |      | ｜   |                                                                                             | ◇    | 和歌山縣 | 和歌山市        |
| 千旦     |          |          | 1.5          | 81.4         |      | ｜   |                                                                                             | ｜   | 和歌山縣 | 和歌山市        |
| 田井之瀨 |          |          | 1.5          | 82.9         |      | ｜   |                                                                                             | ◇    | 和歌山縣 | 和歌山市        |
| 和歌山   |          |          | 4.6          | 87.5         |      | ●    | 西日本旅客鐵道： 阪和線、 紀勢本線 和歌山電鐵：貴志川線                                     | ∧    | 和歌山縣 | 和歌山市        |

- JR西日本直營車站（5站）
  - 王寺車站・高田車站・吉野口車站・橋本車站・和歌山車站
- JR西日本交通服務的業務委托車站（5站）
  - 畠田車站・志都美車站・香芝車站・JR五位堂車站・五條車站
- JR西日本維護的業務委託車站（6站）
  - 岩出車站・高野口車站・笠田車站・名手車站・粉河車站・打田車站
- 簡易委託車站（1站）
  - 御所車站

其他19站為全天乘降所。

### 廢除路段、編入其他路線的路段
（）內是起點起計的營業距離
1974年10月1日廢除
田井之瀨（0.0）－紀伊中之島（3.7）－紀和（4.5）－國社分界點（5.0）－和歌山市（6.0）
紀和站－和歌山市站間在1972年3月15日編入紀勢本線現存
1982年10月1日廢除（貨物支線）
大和二見站（0.0）－川端站（1.5）

### 過去的接續路線
- 和歌山站：南海和歌山軌道線（日语：南海和歌山軌道線） - 1971年4月1日廢除
- 紀伊中之島站：阪和線
- 紀和站：紀勢本線
- 和歌山市站：
  - 南海本線
  - 南海加太線 - 至1950年9月
    - 南海加太線在當時經過和歌山市車站 - 北島車站 - 東松江車站 - 加太車站，1950年因台風導致和歌山市 - 北島區間不通，1955年該區間廃止，北島車站 - 東松江車站區間改為北島支線，紀之川車站 - 東松江車站 - 加太車站區間改為加太線。另外，直通至加太線的列車從和歌山市車站發車。

  - 南海和歌山港線
  - 南海和歌山軌道線 - 1971年4月1日廢止